# Sanchotello
Sanchotello ist ein Ort und eine westspanische Gemeinde (municipio) mit 212 Einwohnern (Stand: 2024) in der Provinz Salamanca in der Autonomen Region Kastilien-León.

## Lage
Sanchotello liegt etwa 65 Kilometer südlich von Salamanca und etwa 190 Kilometer westlich von Madrid in einer Höhe von ca. 935 m. Das Klima im Winter ist kühl, im Sommer dagegen durchaus warm; die Niederschlagsmengen (ca. 838 mm/Jahr) fallen – mit Ausnahme der nahezu regenlosen Sommermonate – verteilt übers ganze Jahr.

## Bevölkerungsentwicklung
| Jahr      | 1970 | 1981 | 1991 | 2001 | 2011 | 2021 |
| Einwohner | 630  | 473  | 388  | 309  | 225  | 231  |

Der deutliche Bevölkerungsrückgang seit den 1950er Jahren ist im Wesentlichen auf die Mechanisierung der Landwirtschaft sowie auf die Aufgabe von bäuerlichen Kleinbetrieben und den damit einhergehenden Verlust an Arbeitsplätzen zurückzuführen (Landflucht).

## Sehenswürdigkeiten
- Kirche Mariä Himmelfahrt (Iglesia de Nuestra Señora de la Asunción)
- Park María Hernández Matas
- Wegekreuze

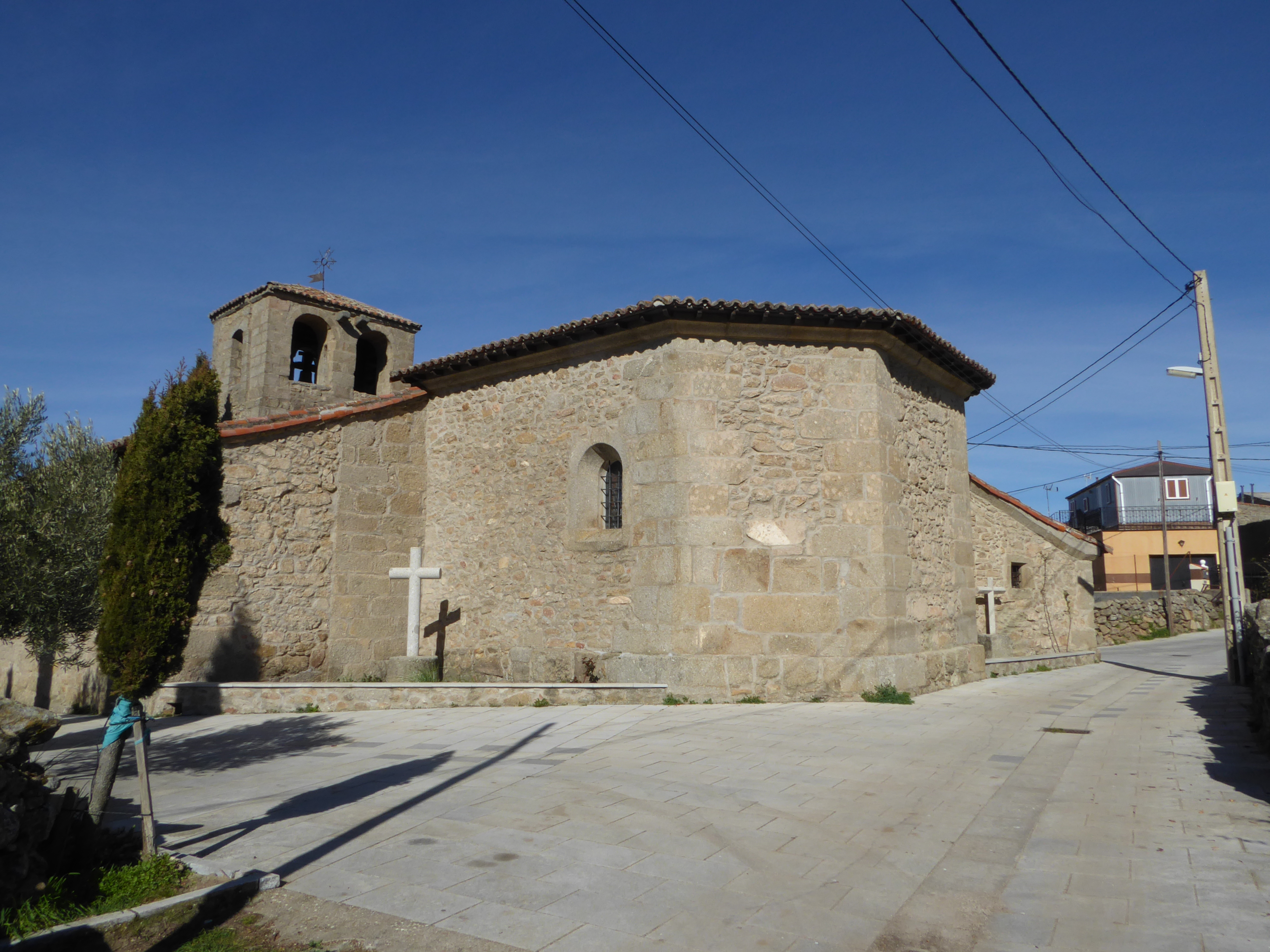
Kirche Mariä Himmelfahrt

## Persönlichkeiten
- María Hernández Matas (1986–2021), in Tigray ermordete Helferin von Ärzte ohne Grenzen, hier aufgewachsen